# Harboldessen

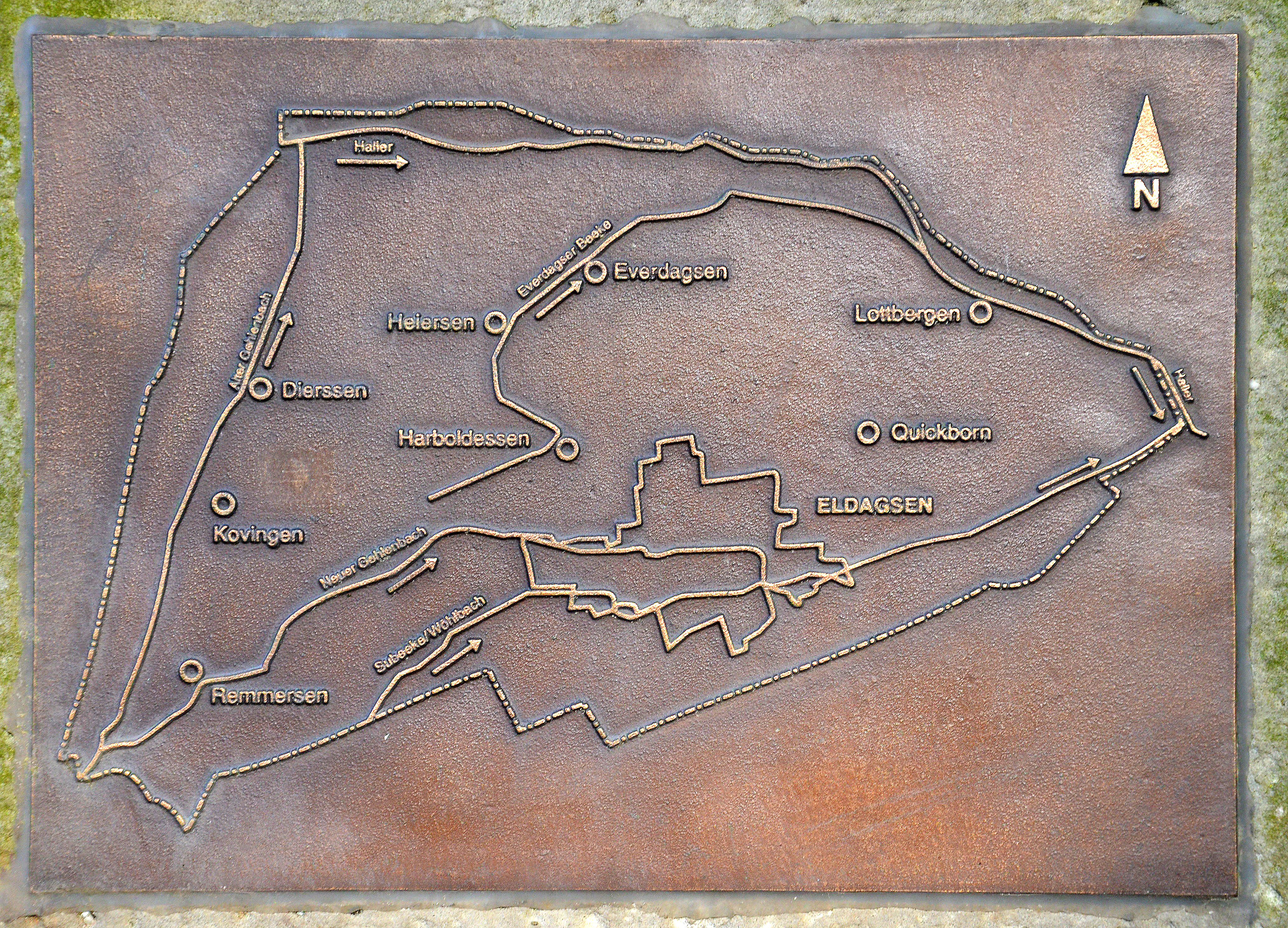
Übersicht mit der Lage der ehemaligen Dörfer und den Fließgewässern in der Gemarkung Eldagsen

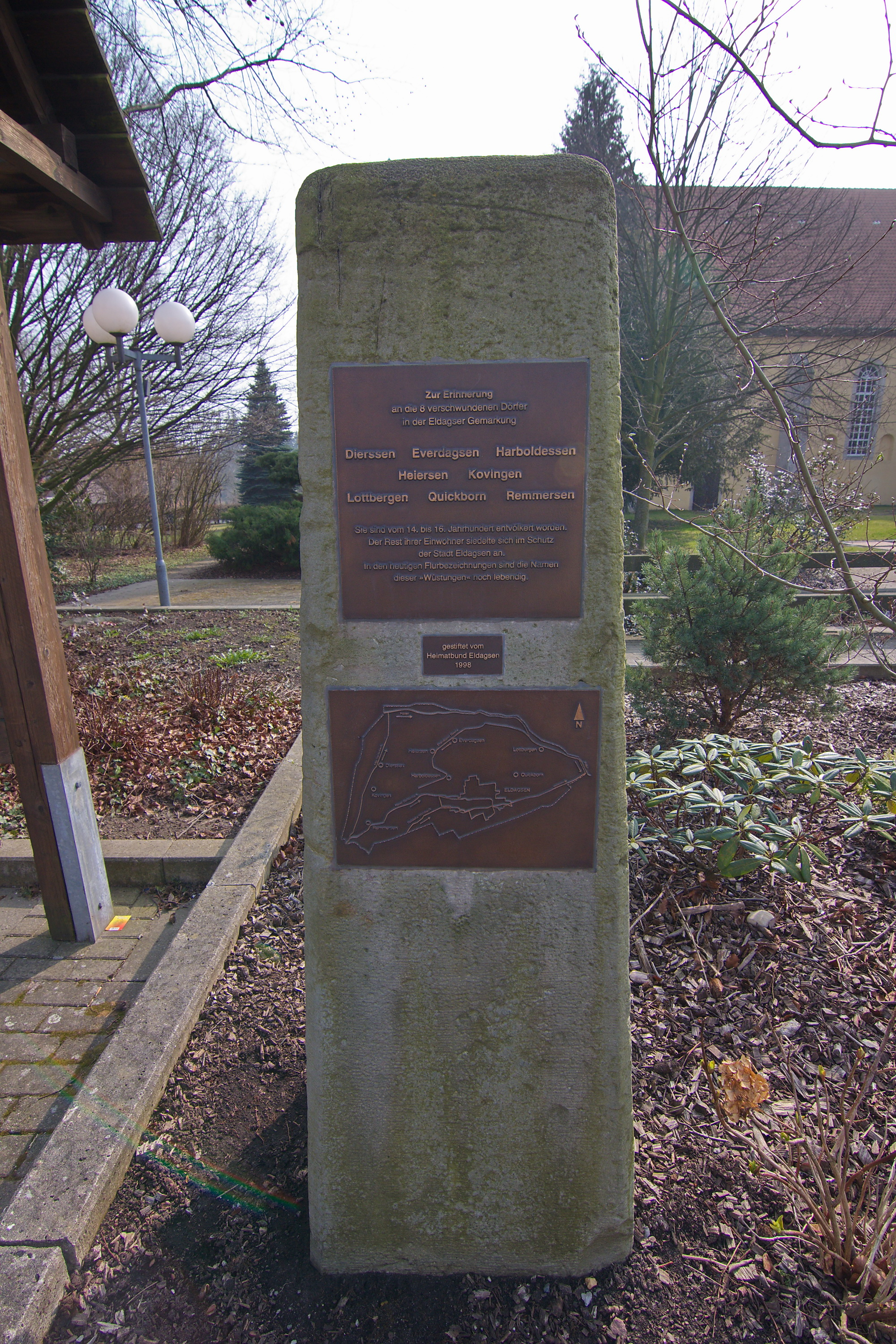
1998 vom Heimatbund Eldagsen nahe der Kirche St. Alexandri in Eldagsen aufgestelltes Denkmal zur Erinnerung an die rund um die Ortschaft wüst gewordenen acht „verschwundenen Dörfer“

Harboldessen war eines von mehreren Dörfern in der Gemarkung von Eldagsen, Stadtteil von Springe in Niedersachsen, die zwischen dem 14. und dem 16. Jahrhundert „entvölkert“ wurden. Die überlebenden Bewohner siedelten sich in der besser geschützten Stadt Eldagsen an. Heute erinnern Flurnamen an die acht wüst gewordenen Dörfer, aber insbesondere auch ein 1998 vom Heimatbund Eldagsen aufgestelltes Denkmal nahe der Kirche St. Alexandri mit einer erläuternden Texttafel sowie einer Übersichtsskizze zur Lage der ehemaligen Ortschaften.